# (13566) 1992 UM9
1992 يو أم 9 (ويعرف أيضًا باسم (13566) 1992 يو أم 9 وفق تسمية الكوكب الصغير) (بالإنجليزية: 1992 UM9)‏ هو كويكب ضمن حزام الكويكبات؛ وترتيبه 13566 من حيث الاكتشاف.
اكتُشف هذا الجُرم الفلكي بواسطة هيروشي كانيدا في 19 أكتوبر 1992.

## وصلات خارجية
- (13566) 1992 UM9 في قاعدة بيانات مختبر الدفع النفاث لأجرام النظام الشمسي الصغيرة

- الاكتشاف · مخطط المدار ·  العناصر المدارية · المعلمات المادية

- (13566) 1992 UM9 على موقع ويكي سكاي: DSS2, SDSS, GALEX, IRAS, Hydrogen α, X-Ray, Astrophoto, Sky Map, Articles and images